# Pseudosempervivum
Pseudosempervivum es un género  de plantas fanerógamas de la familia Brassicaceae. Comprende 8 especies descritas y de estas, solo 2 aceptadas.

## Taxonomía
El género fue descrito por Aleksandr Grossheim y publicado en Flora Kavkaza 2: 159. 1930.

## Especies aceptadas
A continuación se brinda un listado de las especies del género Pseudosempervivum aceptadas hasta julio de 2014, ordenadas alfabéticamente. Para cada una se indica el nombre binomial seguido del autor, abreviado según las convenciones y usos.
- Pseudosempervivum aucheri Pobed.
- Pseudosempervivum sempervivum (Boiss. & Balansa) Pobed.